# ダブルヒガシ
ダブルヒガシは、吉本興業（大阪本社）所属のお笑いコンビ。2014年結成。NSC大阪校36期生。第44回ABCお笑いグランプリ王者。大阪市住吉区住みます芸人。

## メンバー
- 東 良介（ひがし りょうすけ、1992年8月25日 - ）（32歳）
  - ツッコミ・ボケ担当、立ち位置は向かって右、衣装は黒スーツ。
  - 大阪府出身、身長183cm、血液型B型。姉が2人いる。
  - トマト・椎茸・パクチー・セロリが苦手。
  - 芸人になる前は電気関係の会社に勤務していたため、有機溶剤作業主任者、酸素欠乏危険作業主任者の資格、クレーン車の免許の他、電気工事士や溶接関係の資格を所持している[2]。また、感電歴がある。
  - 2019年よしもとブサイクランキング90位。
  - サッカーファンでありセレッソ大阪のサポーター[3]。
  - 季節によって髪の長さを考えている。夏は短め、冬は長め。
  - 『キューピー3分クッキング』（CBCテレビ・日本テレビ、関西では日本テレビ版を放送）をほぼ毎日見ている。
- 大東 翔生（おおひがし しょうい、1993年1月16日 - ）（32歳）
  - ボケ・ネタ作り担当、立ち位置は向かって左、衣装は白スーツ。
  - 大阪府出身、身長174cm、血液型A型。父は元プロボクサー、元K-1ファイターの大東旭。
  - 乳製品が大の苦手。
  - ゲームが大好きでYUBIWAZAにも出演。
  - パチンコも好きで、粗品（霜降り明星）が大阪にいた頃はよく一緒に行っていた。(4兄弟末っ子)
  - ビスケットブラザーズきんとのペアで「ヘチマ兄弟」と呼ばれている。
  - 2019年1月12日放送の人志松本のすべらない話にも出演した。

## 経歴
大阪府立東住吉総合高等学校の同級生で、共通の友達からの紹介で知り合う。「おもろいこと言ってや」と振られた大東が「猫のしっぽ」と発したことがきっかけで東が「おもろい奴」と感じ、仲良くなる。卒業後、大東は阪南大学に進学するが、留年が決まったことを機に中退。就職していた東を誘い、NSCに入る。
デビュー後はよしもと漫才劇場に所属。2016年10月、芸歴3年目で翔メンバーにて行われるのKakeru翔GPにて初優勝を果たすと、以降極メンバー昇格までに計10回優勝を果たした。
2023年、第12回ytv漫才新人賞、第44回ABCお笑いグランプリで優勝を果たした。また、同年のytv漫才新人賞とABCお笑いグランプリのダブル優勝を果たしたのは、両大会前年度優勝かつNSC大阪36期の同期であるカベポスター以来2組目。
同年12月、M-1グランプリ2023年にて7年連続で準々決勝敗退を喫するも、TVerワイルドカード枠にて1位となり、初の準決勝進出を果たした。
2024年、上方漫才協会大賞にて大賞を受賞。

## エピソード
- 漫才スタイルは大東が様々なキャラクターに扮してボケていくコント漫才が特徴。ネタによっては東もボケに回ったりするダブルボケスタイルのネタも多数ある。
- 2人とも酒がとても強い。
- 見た目のせいか、初対面の人に年齢を言うと驚かれる。
- 大東は女性が苦手で、交際経験も少ない[7]。
- 初めて作ったネタは「左膝の面接」。
- ヒップホップMCのSHUNは二人の高校の同級生であり、以前は出囃子を提供していた。
- 2020年から、デブリンピックを開催している。
- さや香、コウテイと共にユニットライブ「NEO OSAKA」を行っていた。

## 単独ライブ
- 2017年
  - 6月23日 - 「ビッジョーーイ！！」（よしもと漫才劇場）
  - 12月28日 - 「カツでぃん！」（よしもと漫才劇場）
- 2018年
  - 6月8日 - 「カツでぃん！！」（よしもと漫才劇場）
  - 12月7日 - 「ぐーもに！」（よしもと漫才劇場）
- 2019年
  - 6月22日  -「ぐーもに！！」（よしもと漫才劇場）
  - 12月15日 - 「あかねん！」（よしもと漫才劇場）
- 2020年
  - 4月18日 - 「Re:ビッジョーイ!!」（よしもと漫才劇場）
  - 7月24日 - 「Re:ビッジョーイ!!!」（よしもと漫才劇場）
  - 10月17日 - 「Re:Re:ビッジョーイ!!!」（よしもと漫才劇場）
- 2021年
  - 1月22日 - 「Re:Re:Re:ビッジョーーイ!!!」（よしもと漫才劇場）
  - 4月28日 - 「どこのこ！」（よしもと漫才劇場）
  - 8月24日 - 「どこのこ！！」（よしもと漫才劇場）
- 2022年
  - 1月28日 - 「えびばーでぃ！」（よしもと漫才劇場）
  - 7月29日 - 「しゃおら！」 (よしもと漫才劇場)
- 2023年
  - 1月22日 - 「ばびごん！」（よしもと漫才劇場)
  - 5月12日 - 「マドンナ！」（よしもと有楽町シアター）
  - 5月26日 - 「モラル！」（よしもと漫才劇場）
  - 10月6日 - 「しもかど！」（よしもと漫才劇場）
- 2024年
  - 3月14日 -「マグ！」（ルミネtheよしもと）
  - 8月25日 -「おい！おい！起ーきーろっ！」（よしもと漫才劇場）
  - 10月14日 - 「単独自ライブ」（神戸新聞松方ホール）
- 2025年
  - 3月14日 -「べんとばこ!」（ルミネtheよしもと）
  - 3月30日 - 「しりゅう!」（よしもと漫才劇場）

## 賞レース等の戦績

### M-1グランプリ
| 年度             | 結果         | エントリー No. | 会場                         | 日程     | 備考                                                   |
| ---------------- | ------------ | -------------- | ---------------------------- | -------- | ------------------------------------------------------ |
| 2015年（第11回） | 2回戦進出    | 646            | 【大阪】テイジンホール       | 10月5日  |                                                        |
| 2016年（第12回） | 2回戦進出    | 1449           | 【大阪】大丸心斎橋店劇場     | 10月4日  |                                                        |
| 2017年（第13回） | 準々決勝進出 | 1354           | 【大阪】メルパルクホール大阪 | 11月2日  |                                                        |
| 2018年（第14回） | 準々決勝進出 | 1554           | 【大阪】なんばグランド花月   | 11月5日  |                                                        |
| 2019年（第15回） | 準々決勝進出 | 491            | 【大阪】なんばグランド花月   | 11月18日 |                                                        |
| 2020年（第16回） | 準々決勝進出 | 2199           | 【大阪】なんばグランド花月   | 11月16日 |                                                        |
| 2021年（第17回） | 準々決勝進出 | 2363           | 【大阪】なんばグランド花月   | 11月10日 |                                                        |
| 2022年（第18回） | 準々決勝進出 | 1487           | 【大阪】なんばグランド花月   | 11月15日 |                                                        |
| 2023年（第19回） | 準決勝進出   | 3665           | 【東京】NEW PIER HALL        | 12月7日  | 1回戦シード 準々決勝敗退後、TVerワイルドカード枠で復活 |
| 2024年（第20回） | 準々決勝進出 | 36             | 【大阪】なんばグランド花月   | 11月20日 | 1回戦シード                                            |

### その他
- 2017年 キングオブコント  準々決勝進出
- 2018年 キングオブコント 準々決勝進出
- 2019年 第40回 今宮子供えびすマンザイ新人コンクール 香川登枝緒記念敢闘賞
- 2019年 キングオブコント 2回戦進出
- 2019年 第8回関西演芸しゃべくり話芸大賞本選進出
- 2021年 第42回 ABCお笑いグランプリ 決勝進出
- 2021年 歌ネタ王決定戦2021FINAL 準優勝
- 2022年 第11回 ytv漫才新人賞決定戦 準優勝（ROUND1 第6位・ROUND3 第2位）
- 2023年 第12回 ytv漫才新人賞決定戦 優勝（ROUND2 第2位）
- 2023年 第44回 ABCお笑いグランプリ 優勝
- 2024年 第9回 上方漫才協会大賞 大賞受賞

## 出囃子
- nobodyknows+『アンダーレイン』

## 出演

### テレビ
現在
- せやねん!（毎日放送、2022年10月1日 - ） - 第2部のみ
- 推してまえ!ダブルヒガシ（GAORA、2024年7月6日 - ）[10]
- マンデーナイトセレッソ（ABCテレビ、2025年4月7日 - ）- 第1・3週月曜放送[11]

過去
- バズ★ナイトナマー!（毎日放送）
- 実況!四連勝クエスト（ABCテレビ、2023年12月9日 - 23日）[12]
- YUBIWAZA （毎日放送）
- ちょいバラ「時空をかける男塾」（ABCテレビ、2024年6月2日 - 23日・11月30日）[13]

特別番組
- ダブルヒガシprcsents 輝け!芸人愛される大賞（関西テレビ、2024年1月28日）- MC[14]
- ダブルヒガシ 芸歴50周年記念特番 2014 - 2064（読売テレビ、2024年3月1日）[15]
- ダブルヒガシのなんばdeルンバ!（BSよしもと、2024年3月25日）[16]

### ラジオ
現在
- ダブルヒガシのもうええてRadio（stand.fm 、2021年7月 - ）- 毎週金曜20時配信
- はちくちダブルヒガシ（ラジオ関西Podcast、2022年1月 - ）- 日曜23時頃配信

過去
- ダブルヒガシのビッジョーーイラジオ（ラジオ関西、2020年1月4日）
- よしもと☆のびしろアワー 第1週『ダブルヒガシのビッジョーーイラジオ』（ラジオ関西、土曜18:00 - 19:30、2020年4月4日 - 2021年3月、週替わりパーソナリティの1週目担当）
- よしもと☆のびしろアワー 第4週「ダブルヒガシのビッジョーーイラジオ」（ラジオ関西、金曜22:00 - 23:55、2021年5月 - 2022年1月、3ヶ月に1度）

### ネット
現在
- バチバチNMB48（FANY Online Ticket、2023年4月13日 - ）- MC